# Extremely Loud and Incredibly Close
Extremely Loud and Incredibly Close (bra: Tão Forte e Tão Perto; prt: Extremamente Alto, Incrivelmente Perto) é um filme estadunidense de 2011, do gênero drama, dirigido por Stephen Daldry, com roteiro de Eric Roth baseado no romance Extremely Loud & Incredibly Close, de Jonathan Safran Foer.

## Sinopse
Muito ligado ao pai, Oskar é um garoto autista de 11 anos. Para incentivá-lo a conversar com as pessoas, seu pai inventara que Nova York tinha um distrito secreto. Meses depois da morte do pai nos ataques de 11 de setembro de 2001, ele encontra uma chave com um papel escrito "Black", e sai pela cidade procurando habitantes chamados "Black".

## Elenco
- Thomas Horn — Oskar Schell
- Tom Hanks — Thomas Schell
- Sandra Bullock — Linda Schell
- Max von Sydow — Avô de Oskar
- Viola Davis — Abby Black
- John Goodman — Stan, o porteiro
- Jeffrey Wright — William Black
- Hazelle Goodman — Hazelle Black
- Zoe Caldwell — Avó de Oskar

## Prêmios e indicações
| Prêmio                       | Categoria                        | Recipiente          | Resultado |
| ---------------------------- | -------------------------------- | ------------------- | --------- |
| Oscar 2012                   | Melhor filme                     | Scott Rudin (prod.) | Indicado  |
| Oscar 2012                   | Melhor ator coadjuvante          | Max von Sydow       | Indicado  |
| Phoenix Film Critics Society | Melhor atuação jovem masculina   | Thomas Horn         | Venceu    |
| Phoenix Film Critics Society | Melhor performance ante a câmera | Thomas Horn         | Venceu    |

## Produção
Em agosto de 2010, foi noticiado que o diretor Stephen Daldry e o produtor Scott Rudin estavam trabalhando numa adaptação para o cinema do livro livro. Eric Roth foi contratado para escrever o roteiro. Extremely Loud and Incredibly Close é uma co-produção da Paramount Pictures e da Warner Bros., com a Warner sendo o "estúdio principal". Chris Menges trabalhou como diretor de fotografia, K. K. Barrett como designer de produção e Ann Roth como figurinista.
Tom Hanks e Sandra Bullock foram os primeiros a serem escalados para o filme. Uma busca nacional de atores entre 9 e treze anos começou a ser feita em outubro de 2010 para o papel de Oskar Schell. Thomas Horn foi escolhido para o papel em dezembro de 2010. Em 3 de janeiro de 2011, The Hollywood Reporter anunciou que John Goodman se juntara ao elenco.  No mesmo mês Viola Davis e Jeffrey Wright foram convidados. Nico Muhly foi creditado no pôster do filme como compositor, mas em 21 de outubro de 2011 Alexandre Desplat foi anunciado como compositor da trilha sonora.

## Recepção
O filme ganhou opiniões variadas dos críticos. O site Rotten Tomatoes registrou que 49% das 117 críticas foram positivas, com uma média de 5,8 em 10 pontos. O consenso sobre o filme é de que "Extremely Loud & Incredibly Close tem uma história digna de ser contada, mas que merece algo melhor do que o tratamento pretensioso que o diretor Stephen Daldry lhe dá." O Metacritic, que utiliza uma pontuação máxima de 100 pontos, dá ao filme uma pontuação de 44 pontos baseados em 23 opiniões.
Os críticos ficaram divididos sobre o fime. Betsy Sharkey do Los Angeles Times escreveu que o filme foi "generosamente polido, com a produção cuidadosamente envolta na tragédia nacional de 11 de setembro, que parece ser definida sempre com palavras com impensável, imperdoável, catastrófico. Andrea Peyser do New York Post chamou o filme de "Extremamente, incrivelmente explorador" e a "busca de uma chantagem emocional, emoções baratas e um estratagema claro para conquistar um Oscar."